# Jankul
Jankul (arabsky ينقل‎ Yanqul‎ ) je město a vilájet v Sultanátu Omán v regionu ad-Zahíra. Ve svém znaku má horu Džabal al-Haurá, která je viditelná z celého okolí. Vilájet zahrnuje okolo 70 vesnic. K roku 2003 byl počet obyvatel 16 416 lidí. K turisticky atraktivním místům se řadí vádí al-Rakij. Vesnice al-Vakbá je známá díky vádí a nižším teplotám. Naopak vesnice Sudajrajn se stala renomovanou pro svou vydatnou vodu a přírodní krajinu. Vesnice Bajha je též pověstná svou krajinou a jejím význačným rysem je vádí tekoucí z hor. Vilájet Jankul oplývá mnoha afladži, z nichž nejznámější jsou Faladž al-Ulu, Faladž al-Muhajdíth a Faladž al-Chaburá.
Zemědělství představuje jeden z hlavních tradičních způsobů obživy a produkuje široký sortiment plodin – citrusové a jiné odrůdy ovoce, cukrovou třtinu, datle a pšenici. Tradiční řemeslná výroba zahrnuje tkaní, výrobu z palmového proutí a výrobu zlatých a stříbrných ozdob.